# Erica Gimpel
Erica F. Gimpel (New York, 25 giugno 1964) è un'attrice statunitense.

## Biografia
Nata a Manhattan nel 1964, si è diplomata alla High School di New York per le arti dello spettacolo. Ha fatto un tour negli Stati Uniti e in Europa con sua madre, la cantante Shirley Bash, nello spettacolo teatrale "Porgy e Bess". Suo padre è lo scrittore Joseph Gimpel. È conosciuta per le sue interpretazioni in serie televisive come Saranno famosi, Profiler - Intuizioni mortali, Roswell, E.R. - Medici in prima linea, JAG - Avvocati in divisa e Veronica Mars, ove interpreta il ruolo della madre di Wallace, il migliore amico di Veronica.

## Filmografia

### Cinema
- Flirt (New York-Berlino-Tokyo) (Flirt), regia di Hal Hartley (1995)
- Smoke, regia di Wayne Wang (1995)
- Quel pazzo venerdì (Freaky Friday), regia di Mark Waters (2003)
- Sylvie's Love, regia di Eugene Ashe (2020)

### Televisione
- Saranno famosi (Fame) – serie TV, 64 episodi (1982-1987)
- Nord e Sud (North and South) – miniserie TV, 6 puntate (1985)
- Nord e Sud II (North and South, Book II) – miniserie TV, 6 puntate (1986)
- I Robinson (The Cosby Show) – serie TV, un episodio (1988)
- Law & Order - I due volti della giustizia (Law & Order) – serie TV, un episodio (1994)
- Il tocco di un angelo (Touched by an Angel) – serie TV, 2 episodi (1994-2002)
- Babylon 5 – serie TV, un episodio (1996)
- Profiler - Intuizioni mortali (Profiler) – serie TV, 45 episodi (1996-1999)
- E.R. - Medici in prima linea (ER) – serie TV, 20 episodi (1997-2003)
- JAG - Avvocati in divisa (JAG) – serie TV, 2 episodi (2003-2004)
- Veronica Mars – serie TV, 9 episodi (2004-2006)
- Dr. House - Medical Division (House, M.D.) – serie TV, episodio 2x10 (2006)
- Numb3rs – serie TV, un episodio (2006)
- Criminal Minds – serie TV, 2 episodi (2006-2012)
- Boston Legal – serie TV, 3 episodi (2006-2007)
- Close to Home - Giustizia ad ogni costo (Close to Home) – serie TV, un episodio (2007)
- Grey's Anatomy – serie TV, episodio 6x08 (2009)
- Nikita – serie TV, 4 episodi (2012)
- True Blood – serie TV, un episodio (2012)
- Rizzoli & Isles – serie TV, episodi 2x15-3x01 (2011-2012)
- Cult – serie TV, 2 episodio (2013)
- God Friended Me – serie TV, 17 episodi (2018-2020)
- The Night Agent – serie TV, episodio 1x05 (2023)

## Doppiatrici italiane
Nelle versioni in italiano delle opere in cui ha recitato, Erica Gimpel è stata doppiata da:
- Sabrina Duranti in Criminal Minds (ep. 2x12), Code Black
- Emanuela Rossi in Saranno famosi (st. 1)
- Laura Boccanera in Saranno famosi (st. 2-3)
- Giuppy Izzo in Profiler - Intuizioni mortali
- Roberta Paladini in E.R. - Medici in prima linea
- Beatrice Margiotti in Veronica Mars (st. 1)
- Stefania Romagnoli in Veronica Mars (ep. 2x22)
- Francesca Fiorentini in Dr. House - Medical Division
- Laura Latini in Boston Legal (ep. 3x14)
- Angela Brusa in Grey's Anatomy
- Roberta Pellini in The Catch
- Tatiana Dessi in 9-1-1
- Paola Majano in God Friended Me
- Stefania Patruno in Sylvie's Love
- Alessandra Korompay in NCIS: New Orleans
- Daniela Calò in The Night Agent